# 泛鱼主教座堂

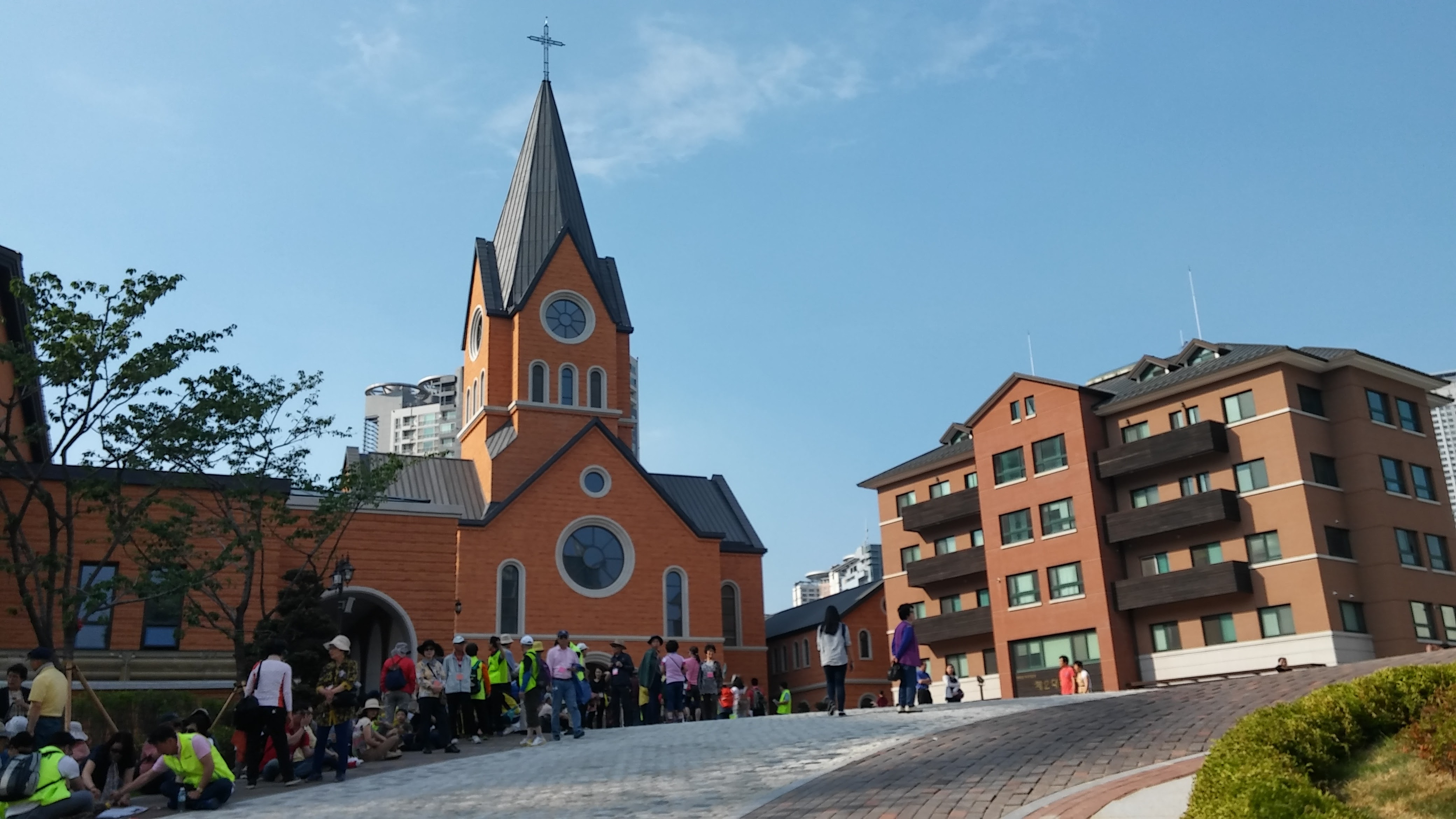
泛魚主教座堂

泛鱼圣方济各圣堂（韓語：범어대성당）是韓國天主教大邱总教区在桂山圣堂之外的另一座主教座堂，位于大邱广域市寿城区泛鱼一洞。主保圣人为亚西西的圣方济各。

## 历史
1945年11月，在泛鱼洞日本神社建筑开设学校。1951年3月，设立堂区。1951年9月15日建堂。1959年7月1日为方济各会修道院。1996年1月10日，移交给天主教大邱总教区。2015年12月重建。面积27,769平方米。2016年5月22日，天主教大邱总教区成立100周年时祝圣。